# Found footage (thể loại)
Found footage (thước phim tìm được) là một thể loại làm phim, đặc biệt là về mảng phim kinh dị. Đặc trưng của thể loại này là trong hầu hết thời lượng của bộ phim, phần quay phim được trình chiếu dưới dạng các đoạn phim được tìm thấy hoặc là các đoạn video đang ghi hình bằng nhiều thiết bị khác nhau như máy quay cầm tay hoặc máy quay an ninh "tìm được" từ các nhân vật chính bị mất tích hoặc đã chết. Các sự kiện diễn ra trên màn hình cũng được một trong các nhân vật có liên quan nhìn thấy, người thường xuyên chỉ được nghe giọng mà không xuất hiện. Việc ghi hình có thể được thực hiện bởi chính diễn viên khi họ vừa đọc lời thoại, cộng với việc sử dụng hiệu ứng rung máy quay và diễn xuất một cách tự nhiên. Trong khi thể loại này hiếm khi được sử dụng trong những thập niên trước, duy chỉ với bộ phim Cannibal Holocaust vào năm 1980 là có sử dụng, thì loại hình phim này chỉ mới thật sự phổ biến sau khi phát hành các bộ phim như The Blair Witch Project (1999), Paranormal Activity (2007), REC (2007), Quarantine (2008), Cloverfield (2008) và Chronicle (2012).